# Susan Vreeland
Susan Joyce Vreeland (ur. 20 stycznia 1946 w Racine, zm. 23 sierpnia 2017 w San Diego) – amerykańska powieściopisarka.
Zadebiutowała w 1988 roku książką pt. What Love Sees. Wydała kilka dzieł z elementami informacji o sławnych malarzach. Jej najpopularniejsze powieści to: Dziewczyna w hiacyntowym błękicie i Kochanka Lasu.